# Tim Danhof
Tim Danhof (* 5. Mai 1997 in Erlangen) ist ein deutscher Fußballspieler des TSV 1860 München.

## Karriere
Nach seinen Anfängen in der Jugend des 1. FC Herzogenaurach und des FSV Erlangen-Bruck wechselte er im Sommer 2009 in die Jugendabteilung der SpVgg Greuther Fürth. Nach insgesamt 22 Spielen in der B-Junioren-Bundesliga und 35 Spielen in der A-Junioren-Bundesliga, bei denen ihm insgesamt 18 Tore gelangen, wurde er im Sommer 2016 in den Kader der 2. Mannschaft seines Vereins in der Regionalliga Bayern aufgenommen. Nach drei Spielzeiten wechselte er im Sommer 2019 ligaintern zum 1. FC Schweinfurt 05. Im Februar 2021 löste er dort seinen Vertrag auf und schloss sich dem Ligakonkurrenten SpVgg Bayreuth an. Mit seinem Verein stieg er am Ende der Saison 2021/22 in die 3. Liga auf.
Er blieb allerdings nicht in Bayreuth, sondern schloss sich im Sommer 2022 dem Ligakonkurrenten FC Erzgebirge Aue an. Dort kam er auch zu seinem ersten Einsatz im Profibereich, als er am 24. Juli 2022, dem 1. Spieltag, beim 1:1-Auswärts-Unentschieden gegen den SC Freiburg II in der Startformation stand. Im Sommer 2024 wird er Aue verlassen. Am 20. Juni 2024 wurde sein Wechsel zum TSV 1860 München bekannt.

## Erfolge
1. FC Schweinfurt 05
- Meister der Regionalliga Bayern: 2020/21

SpVgg Bayreuth
- Meister der Regionalliga Bayern und Aufstieg in die 3. Liga: 2021/22